# Auguste de Saxe-Cobourg-Gotha (1895-1909)
Pour les articles homonymes, voir Auguste de Saxe-Cobourg-Gotha (homonymie).
Le prince Auguste Clemens Karl Joseph Maria Michael Gabriel Raphael Gonzaga de Saxe-Cobourg-Gotha, né à Pola, Empire d'Autriche-Hongrie, le 27 octobre 1895 et mort au château de Gerasdorf, Empire d'Autriche-Hongrie, le 22 septembre 1909, est un prince de Saxe-Cobourg-Gotha, membre de la branche dite « brésilienne » de sa famille.

## Famille
Le prince Auguste est le premier fils et l'aîné des huit enfants du prince Auguste de Saxe-Cobourg-Gotha (1867-1922) et de son épouse l'archiduchesse Caroline de Toscane (1869-1945), mariés en 1894. Il appartient à la branche dite « brésilienne » de sa famille.
En effet, par sa grand-mère paternelle, la princesse Léopoldine du Brésil (1847-1871), le prince est l'arrière petit-fils de l'empereur Pierre II du Brésil (1825-1891) et de son épouse la princesse Thérèse-Christine des Deux-Siciles (1822-1889), tandis que, par son grand-père paternel, il descend du prince Auguste de Saxe-Cobourg-Gotha (1818-1881) et de son épouse la princesse Clémentine d'Orléans (1817-1907).
Ses grands-parents maternels sont l'archiduc Charles Salvator de Habsbourg-Toscane (1839-1892) et son épouse la princesse Marie-Immaculée de Bourbon-Siciles (1844-1899). Dès lors, le prince Auguste est apparenté aux maisons de Habsbourg et de Bourbon-Siciles.
Auguste, né en 1895, est le premier d'une fratrie de huit enfants comprenant : 1) Clémentine de Saxe-Cobourg-Gotha (1897-1975), 2) Marie Caroline de Saxe-Cobourg-Gotha (1899-1941), 3) Rainer de Saxe-Cobourg-Gotha (1900-1945), 4) Philipp Josias de Saxe-Cobourg-Gotha (1901-1985), 5) Theresa de Saxe-Cobourg-Gotha (1902-1990), 6) Léopoldine de Saxe-Cobourg-Gotha (1905-1978) et 7) Ernst de Saxe-Cobourg-Gotha (1907-1978),.

## Biographie

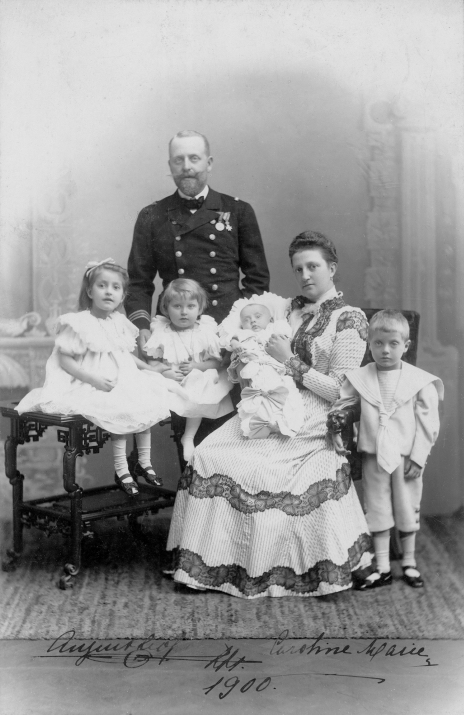
Auguste de Saxe-Cobourg, son épouse Caroline de Toscane et leurs quatre premiers enfants : Clémentine, Marie Caroline, Rainer et Auguste photographiés par Victor Angerer en 1900.

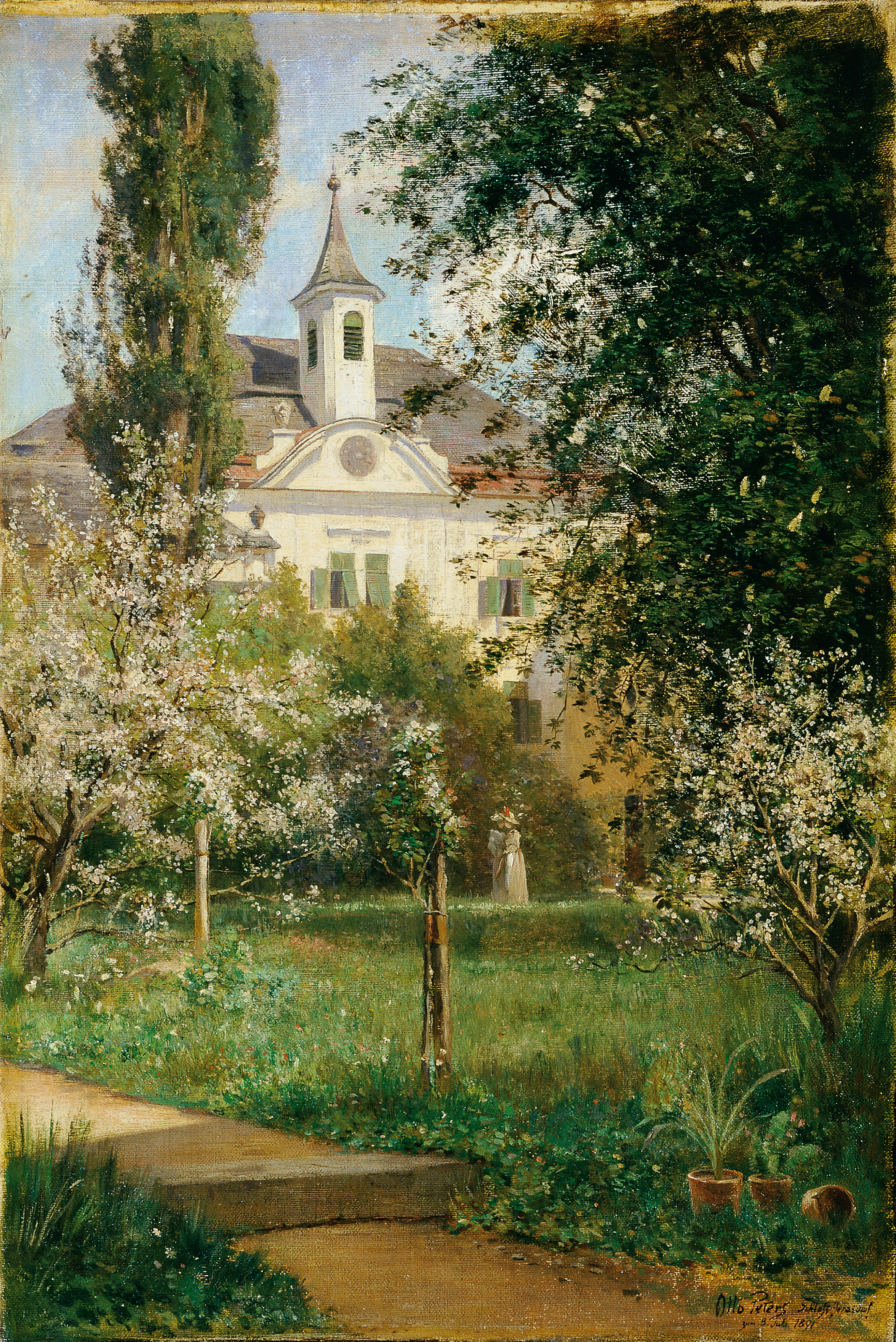
Le château de Gerasdorf où mourut Auguste de Saxe-Cobourg, peinture d'Otto Seraphim Peters en 1891.

Né à Pola – aujourd'hui Pula en Croatie – dans la villa que son père, officier de marine, possède sur la côte Adriatique le 27 octobre 1895, le prince Auguste, porte un prénom rendant hommage à ses ascendants agnatiques de Saxe-Cobourg. Dès l'annonce de sa naissance, sa grand-mère maternelle et sa plus jeune fille, l'archiduchesse Marie Immaculée,  se rendent à Pola auprès de la princesse nouvellement accouchée. Trois jours après sa naissance, le prince est baptisé dans la villa de Pola et reçoit pour parrain le duc souverain de Saxe-Cobourg-Gotha Alfred Ier (1844-1900), représenté par l'archiduc Charles-Étienne de Teschen, oncle par alliance du nouveau-né. 
Le prince grandit d'abord à Pola, puis à Gerasdorf, près de Vienne. Le 20 septembre 1909, tandis que sa famille séjourne à Gerasdorf, le prince, âge de treize ans, tombe soudainement malade et présente une forte fièvre. Le docteur Hochstetter est appelé depuis Wiener Neustadt au chevet du prince Auguste, en vain, car il meurt deux jours plus tard, dans les bras de sa mère, probablement d'une pneumonie. Son père, étant à la chasse, est averti par télégramme de la mort de son fils aîné. 
Le 26 septembre suivant, un service funèbre est prononcé au château de Gerasdorf. Parmi l'assistance, figure le ministre Csimanow, représentant du prince souverain Ferdinand de Bulgarie, grand-oncle du défunt. Deux jours plus tard, le corps du prince est transporté à Cobourg pour y être inhumé, en présence de son père, dans la nécropole familiale de l'église Saint-Augustin.
Quelques jours après les funérailles, le prince Rainer, âgé de neuf ans, est atteint des mêmes symptômes que son frère aîné, mais il recouvre la santé. Le prince Auguste est le seul des huit enfants de sa fratrie à mourir avant d'avoir atteint l'âge adulte.

## Ascendance de Auguste de Saxe-Cobourg-Gotha
|  |                                                 |  |  |  |  |  |  |  |  |  |  |  |  |
|  | 8. Auguste de Saxe-Cobourg-Gotha                |  |  |  |  |  |  |  |  |  |  |  |  |
|  |                                                 |  |  |  |  |  |  |  |  |  |  |  |  |
|  |                                                 |  |  |  |  |  |  |  |  |  |  |  |  |
|  | 4. Auguste de Saxe-Cobourg-Gotha                |  |  |  |  |  |  |  |  |  |  |  |  |
|  |                                                 |  |  |  |  |  |  |  |  |  |  |  |  |
|  |                                                 |  |  |  |  |  |  |  |  |  |  |  |  |
|  | 9. Clémentine d'Orléans                         |  |  |  |  |  |  |  |  |  |  |  |  |
|  |                                                 |  |  |  |  |  |  |  |  |  |  |  |  |
|  |                                                 |  |  |  |  |  |  |  |  |  |  |  |  |
|  | 2. Auguste de Saxe-Cobourg-Gotha                |  |  |  |  |  |  |  |  |  |  |  |  |
|  |                                                 |  |  |  |  |  |  |  |  |  |  |  |  |
|  |                                                 |  |  |  |  |  |  |  |  |  |  |  |  |
|  | 10. Pierre II du Brésil                         |  |  |  |  |  |  |  |  |  |  |  |  |
|  |                                                 |  |  |  |  |  |  |  |  |  |  |  |  |
|  |                                                 |  |  |  |  |  |  |  |  |  |  |  |  |
|  | 5. Léopoldine du Brésil                         |  |  |  |  |  |  |  |  |  |  |  |  |
|  |                                                 |  |  |  |  |  |  |  |  |  |  |  |  |
|  |                                                 |  |  |  |  |  |  |  |  |  |  |  |  |
|  | 11. Thérèse-Christine de Bourbon-Siciles        |  |  |  |  |  |  |  |  |  |  |  |  |
|  |                                                 |  |  |  |  |  |  |  |  |  |  |  |  |
|  |                                                 |  |  |  |  |  |  |  |  |  |  |  |  |
|  | 1. Auguste de Saxe-Cobourg-Gotha                |  |  |  |  |  |  |  |  |  |  |  |  |
|  |                                                 |  |  |  |  |  |  |  |  |  |  |  |  |
|  |                                                 |  |  |  |  |  |  |  |  |  |  |  |  |
|  | 12. Léopold II de Toscane                       |  |  |  |  |  |  |  |  |  |  |  |  |
|  |                                                 |  |  |  |  |  |  |  |  |  |  |  |  |
|  |                                                 |  |  |  |  |  |  |  |  |  |  |  |  |
|  | 6. Charles Salvator de Habsbourg-Toscane        |  |  |  |  |  |  |  |  |  |  |  |  |
|  |                                                 |  |  |  |  |  |  |  |  |  |  |  |  |
|  |                                                 |  |  |  |  |  |  |  |  |  |  |  |  |
|  | 13. Marie-Antoinette de Bourbon-Siciles         |  |  |  |  |  |  |  |  |  |  |  |  |
|  |                                                 |  |  |  |  |  |  |  |  |  |  |  |  |
|  |                                                 |  |  |  |  |  |  |  |  |  |  |  |  |
|  | 3. Caroline Marie de Habsbourg-Toscane          |  |  |  |  |  |  |  |  |  |  |  |  |
|  |                                                 |  |  |  |  |  |  |  |  |  |  |  |  |
|  |                                                 |  |  |  |  |  |  |  |  |  |  |  |  |
|  | 14. Ferdinand II des Deux-Siciles               |  |  |  |  |  |  |  |  |  |  |  |  |
|  |                                                 |  |  |  |  |  |  |  |  |  |  |  |  |
|  |                                                 |  |  |  |  |  |  |  |  |  |  |  |  |
|  | 7. Marie-Immaculée de Bourbon-Siciles           |  |  |  |  |  |  |  |  |  |  |  |  |
|  |                                                 |  |  |  |  |  |  |  |  |  |  |  |  |
|  |                                                 |  |  |  |  |  |  |  |  |  |  |  |  |
|  | 15. Marie-Thérèse de Habsbourg-Lorraine-Teschen |  |  |  |  |  |  |  |  |  |  |  |  |
|  |                                                 |  |  |  |  |  |  |  |  |  |  |  |  |
|  |                                                 |  |  |  |  |  |  |  |  |  |  |  |  |

#### Ouvrages généraux

Blason des Saxe-Cobourg brésiliens.

- Nicolas Énache, La descendance de Marie-Thérèse de Habsburg, Paris, Éditions L'intermédiaire des chercheurs et curieux, 1999, 795 p. (ISBN 978-2-908003-04-8)
- Michel Huberty et Alain Giraud, L'Allemagne dynastique : HESSE-REUSS-SAXE, t. I, Le Perreux-sur-Marne, 1976, 597 p.

#### Articles biographiques
- (en) Olivier Defrance, « Between Egypt and Europe - The curious fate of Clémentine of Saxe-Coburg and Gotha », Royalty Digest Quarterly, no 4,‎ 2013, p. 1-13 (ISSN 1653-5219).
- Olivier Defrance et Joseph van Loon, « Philipp Josias de Saxe-Cobourg et Gotha, un cousin méconnu de nos rois », Museum Dynasticum, vol. XXX, no 1,‎ 2018, p. 5-21 (ISSN 0777-0936, lire en ligne, consulté le 18 août 2022).
- (en) Olivier Defrance et Joseph van Loon, « The Last Kohary - The life of Philipp Josias of Saxe-Coburg and Gotha », Royalty Digest Quarterly, no 4,‎ 2017, p. 1-12 (ISSN 1653-5219).